# カートランド累層
カートランド累層 (元カートランド頁岩)は地層の一つで、白亜紀後期に北アメリカの内陸海岸に存在した沿岸平原から流れ出た河川由来の砂岩と泥岩と砂礫が堆積したものである。フルートランド累層の上に堆積している。ニューメキシコ州サンフアンとコロラド州で見ることが出来る。
カートランド累層の基底部と最下部のサブユニットは、ハンターウォッシュ部層と呼ばれ、7455（±29）万年前の地層である。ハンターウォッシュ部層の動物相の化石はフルートランド累層上部と共通している。ハンターウォッシュ部層とその上に堆積するファーミントン部層の境界は約7400万年前と推測されている。ファーミントン部層の頂上とそれの上に堆積するデナジン部層底部の境界は放射線年代測定で7337（±32）万年前と見積もられている。ウィローウォッシュの動物相を含んでいるデナジン部層の頂上は7304（±25）万年前とされる。
デナジン部層の上に堆積するナーショイビト部層はしばしばカートランド累層の一部と考えられるが、本来はその上に堆積するオホアラモ累層の一部だったものが入り込んだものであるとし、現在はカートランド累層とは区別する向きが強い。

## 鳥盤類
| カートランド累層から報告されている鳥盤類 | カートランド累層から報告されている鳥盤類 | カートランド累層から報告されている鳥盤類 | カートランド累層から報告されている鳥盤類 | カートランド累層から報告されている鳥盤類                     | カートランド累層から報告されている鳥盤類   | カートランド累層から報告されている鳥盤類 |
| 属                                       | 種                                       | 場所                                     | 部層                                     | 標本                                                         | メモ                                       | 画像                                     |
| ---------------------------------------- | ---------------------------------------- | ---------------------------------------- | ---------------------------------------- | ------------------------------------------------------------ | ------------------------------------------ | ---------------------------------------- |
| アシスレペルタ                           | A. minor                                 |                                          | - ハンターウォッシュ                     | 不完全な頭頂骨                                               |                                            |                                          |
| アナサジサウルス                         | A. horneri                               |                                          |                                          | "部分的な頭骨"                                               |                                            |                                          |
| クリトサウルス                           | K. navajovius                            |                                          | - デナジン                               |                                                              | ウィローウォッシュ生物相                   |                                          |
| ナーショイビトサウルス                   | N.ostromi                                |                                          | - デナジン                               | "部分的な頭骨"                                               | ウィローウォッシュ生物相                   |                                          |
| ノドケファロサウルス                     | N. kirtlandensis                         |                                          | - デナジン                               | "部分的な頭骨"                                               | ウィローウォッシュ生物相                   |                                          |
| パラサウロロフス                         | P. tubicen                               |                                          | - デナジン                               | "ばらけた頭骨要素と前頭骨、少なくとも３個体分が含まれる"     | ウィローウォッシュ生物相                   |                                          |
| ペンタケラトプス                         | P. fenestratus                           |                                          |                                          |                                                              |                                            |                                          |
| ペンタケラトプス                         | P. sternbergi                            |                                          | - デナジン - ハンターウォッシュ          | 下部相にてより普通的                                         | ウィローウォッシュ生物相                   |                                          |
| スファエロトルス                         | S. goodwini                              |                                          | - デナジン                               |                                                              | ウィローウォッシュ生物相                   |                                          |
| ステゴケラス                             | S. novomexicanum                         |                                          | - ハンターウォッシュ                     | "SMP VP-2790, 不完全な頭頂骨"                                | フルートランド累層上部からも見つかっている |                                          |
| ティタノケラトプス                       | T. ouranos                               |                                          | - ハンターウォッシュ                     |                                                              | ウィローウォッシュ生物相                   |                                          |
| ジアペルタ                               | Z. sanjuanensis                          |                                          | - ハンターウォッシュ - デナジン          | 下顎骨を欠く完全な頭骨、ハーフリング（首の装甲）の最初の二つ |                                            |                                          |